# Being the Ricardos
Being the Ricardos es una película dramática y biográfica estadounidense de 2021 escrita y dirigida por Aaron Sorkin, sobre la relación entre las estrellas de Yo amo a Lucy, Lucille Ball y Desi Arnaz. Nicole Kidman y Javier Bardem interpretan a Ball y Arnaz, mientras que J. K. Simmons, Nina Arianda, Tony Hale, Alia Shawkat, Jake Lacy y Clark Gregg aparecen en papeles secundarios.
Recibió un estreno limitado por Amazon Studios en los Estados Unidos el 10 de diciembre de 2021, antes de transmitirse en todo el mundo en Amazon Prime Video el 21 de diciembre de 2021. La película recibió críticas mixtas a positivas, y los críticos elogiaron particularmente la interpretación de Kidman de Lucille Ball. La película recibió tres nominaciones en la 94.ª edición de los Premios Óscar, incluyendo Mejor actriz (para Kidman), Mejor actor (para Bardem) y Mejor actor de reparto (para Simmons). También recibió tres nominaciones en la 79.ª edición de los Premios Globos de Oro, incluyendo Mejor guion, Mejor actor - Drama (para Bardem) y Mejor actriz - Drama (para Kidman), ganando como Mejor actriz.

## Reparto
- Nicole Kidman como Lucille Ball
- Javier Bardem como Desi Arnaz
- J.K. Simmons como William Frawley
- Nina Arianda como Vivian Vance
- Tony Hale como Jess Oppenheimer
  - John Rubinstein como Jess Oppenheimer mayor
- Alia Shawkat como Madelyn Pugh
  - Linda Lavin como Madelyn Pugh mayor
- Jake Lacy como Bob Carroll Jr.
  - Ronny Cox como Bob Carroll mayor
- Clark Gregg como Howard Wenke
- Nelson Franklin como Joe Strickland
- Jeff Holman como Roger Otter
- Jonah Platt como Tip Tribby
- Christopher Denham como Donald Glass
- Brian Howe como Charles Koerner
- Ron Perkins como Macy

## Producción
El proyecto se anunció por primera vez en septiembre de 2015, con Cate Blanchett anunciada para interpretar a Lucille Ball y Aaron Sorkin escribiendo el guion. La película fue adquirida por Amazon Studios en agosto de 2017.
La producción recibió originalmente un crédito fiscal para filmar en California en noviembre de 2019, y se reveló que los productores se reunirían con los directores en enero de 2020. Sin embargo, en enero de 2021, Blanchett se había retirado del proyecto, con Nicole Kidman en negociaciones para reemplazarla y Javier Bardem en negociaciones para interpretar a Desi Arnaz. Sorkin, después de haber disfrutado de la experiencia de dirigir El juicio de los 7 de Chicago, había elegido ser el director él mismo. El casting de Kidman generó cierta controversia en las redes sociales, a lo que Lucie Arnaz se pronunció en defensa del casting de Kidman. En febrero, J. K. Simmons y Nina Arianda fueron elegidos para interpretar a William Frawley y Vivian Vance, respectivamente.
El rodaje comenzó el 29 de marzo de 2021 en Los Ángeles, con Tony Hale, Alia Shawkat, Jake Lacy y Clark Gregg agregados al elenco. La producción canceló la filmación en Chateau Marmont debido a una reacción violenta contra el establecimiento. En septiembre de 2021, Sorkin declaró que la película estaba en posproducción.

## Estreno
La película se estrenó en la ciudad de Nueva York el 7 de diciembre de 2021. La película tuvo un estreno limitado exclusivamente en los Estados Unidos el 10 de diciembre de 2021, antes de transmitirse globalmente en Amazon Prime Video el 21 de diciembre de 2021.

## Premios y nominaciones
| Premio                                            | Fecha                   | Categoría                                        | Nominados | Resultado | Ref.   |
| ------------------------------------------------- | ----------------------- | ------------------------------------------------ | --- | --------- | ------ |
| Premios AACTA                                     | 26 de enero de 2022     | Mejor actriz                                     | Nicole Kidman | Ganadora  | [ 14 ] |
| Premios Óscar                                     | 27 de marzo de 2022     | Mejor actor                                      | Javier Bardem | Nominado  | [ 15 ] |
| Premios Óscar                                     | 27 de marzo de 2022     | Mejor actriz                                     | Nicole Kidman | Nominada  | [ 15 ] |
| Premios Óscar                                     | 27 de marzo de 2022     | Mejor actor de reparto                           | J. K. Simmons | Nominado  | [ 15 ] |
| Premios BAFTA                                     | 13 de marzo de 2022     | Mejor guion original                             | Aaron Sorkin | Nominado  | [ 16 ] |
| Premios BAFTA                                     | 13 de marzo de 2022     | Mejor música original                            | Daniel Pemberton | Nominado  | [ 16 ] |
| Premios de la Crítica Cinematográfica             | 13 de marzo de 2022     | Mejor actriz                                     | Nicole Kidman | Nominada  | [ 17 ] |
| Premios de la Crítica Cinematográfica             | 13 de marzo de 2022     | Mejor actor de reparto                           | J. K. Simmons | Nominado  | [ 17 ] |
| Premios de la Crítica Cinematográfica             | 13 de marzo de 2022     | Mejor guion original                             | Aaron Sorkin | Nominado  | [ 17 ] |
| Detroit Film Critics Society                      | 6 de diciembre de 2021  | Mejor actriz                                     | Nicole Kidman | Nominada  | [ 18 ] |
| Premios Globo de Oro                              | 9 de enero de 2022      | Mejor actor - Drama                              | Javier Bardem | Nominado  |        |
| Premios Globo de Oro                              | 9 de enero de 2022      | Mejor actriz - Drama                             | Nicole Kidman | Ganadora  |        |
| Premios Globo de Oro                              | 9 de enero de 2022      | Mejor guion                                      | Aaron Sorkin | Nominado  |        |
| Premios de la Asociación de Críticos de Hollywood | 28 de febrero de 2022   | Mejor película                                   | Being the Ricardos | Nominada  | [ 19 ] |
| Premios de la Asociación de Críticos de Hollywood | 28 de febrero de 2022   | Mejor actriz                                     | Nicole Kidman | Nominada  | [ 19 ] |
| Premios de la Asociación de Críticos de Hollywood | 28 de febrero de 2022   | Mejor guion original                             | Aaron Sorkin | Nominado  | [ 19 ] |
| Premios de la Asociación de Críticos de Hollywood | 28 de febrero de 2022   | Mejor peinado y maquillaje                       | Ana Lozano, David Craig Forrest, Kim Santantonio, Kyra Panchenko, Michael Ornelaz, Teressa Hill and Yvonne DePatis Kupka | Nominados | [ 19 ] |
| Producers Guild of America                        | 19 de marzo de 2022     | Mejor producción en una película                 | Todd Black | Nominado  | [ 20 ] |
| Premios Satellite                                 | 18 de marzo de 2022     | Mejor actriz                                     | Nicole Kidman | Nominada  | [ 21 ] |
| Premios Satellite                                 | 18 de marzo de 2022     | Mejor actor de reparto                           | J. K. Simmons | Nominado  | [ 21 ] |
| Premios del Sindicato de Actores                  | 27 de febrero de 2022   | Mejor actor                                      | Javier Bardem | Nominado  | [ 22 ] |
| Premios del Sindicato de Actores                  | 27 de febrero de 2022   | Mejor actriz                                     | Nicole Kidman | Nominada  | [ 22 ] |
| Premios del Sindicato de Actores                  | 22 de febrero de 2022   | Mejor decoración/diseño em una película de época | Ellen Brill y Jon Hutman                                                                                                 | Ganadores | [ 23 ] |
| Asociación de Críticos de Cine de San Luis        | 19 de diciembre de 2022 | Mejor actriz                                     | Nicole Kidman | Nominada  | [ 24 ] |
| Asociación de Críticos de Cine de San Luis        | 19 de diciembre de 2022 | Mejor guion original                             | Aaron Sorkin | Nominado  | [ 24 ] |
| Asociación de Críticos de Cine de San Luis        | 19 de diciembre de 2022 | Mejor reparto                                    | Being the Ricardos | Nominada  | [ 24 ] |
| Washington D. C. Area Film Critics Association    | 6 de diciembre de 2021  | Mejor actriz                                     | Nicole Kidman | Nominada  | [ 25 ] |
| Sindicato de Guionistas de Estados Unidos         | 20 de marzo de 2022     | Mejor guion original                             | Aaron Sorkin | Nominado  | [ 26 ] |